# Sam się nie uratujesz
Sam się nie uratujesz (wł. Nessuno si salva da solo) – włoski komediodramat z 2015 roku w reżyserii Sergio Castellitto, z Riccardo Scamarcio i Jasmine Trinca w rolach głównych, według scenariusza na podstawie powieści Margaret Mazzantini Nikt nie ocali się sam.

## Fabuła
Żyjący w separacji małżonkowie spotykają się na kolacji w restauracji, by obgadać sprawę wakacji swoich dzieci. Przy lampce wina rozpoczynąją zastanawiać się nad przyczyną kryzysu w ich związku. Retrospekcje dotyczą historii ich miłości i wspólnego pożycia.

## Obsada
W filmie wystąpili:
- Riccardo Scamarcio jako Rocco
- Jasmine Trinca jako Delia
- Roberto Vecchioni jako Vito
- Ángela Molina jako Lea
- Anna Galiena jako Viola
- Eliana Miglio jako Serena
- Marina Rocco jako Matilde
- Massimo Bonetti jako Luigi
- Massimo Ciavarro jako Fulvio
- Renato Marchetti jako Giancarlo
- Valentina Cenni jako Micol
- Isabelle Barciulli jako kelnerka

## Produkcja
Zdjęcia kręcono w Rzymie.

## Nagrody i nominacje
Obraz był nominowany do nagrody David di Donatello w 2015 w kategoriach: dla najlepszego aktora pierwszoplanowego (Riccardo Scamarcio), dla najlepszej aktorki pierwszoplanowej Jasmine Trinca oraz dla najlepszej piosenki ze ścieżki dźwiękowej (Ellis autorstwa Arturo Annecchino, w wykonaniu Costanzy Cutaia i Martiny Sciucchino). Nominowano go też w tym samym roku do nagrody Nastro d’argento przyznawanej przez dziennikarzy kinowych (najlepszy aktor pierwszoplanowy, najlepsza aktorka pierwszoplanowa).